# Frank Iacobucci
Frank Iacobucci (né le 29 janvier 1937 dans la ville de Vancouver dans la province canadienne de la Colombie-Britannique) est un ancien juge de la Cour suprême du Canada. Il a été juge puîné de 1991 à 2004.